# 山斑低眼鯰
山斑低眼鯰，為輻鰭魚綱鯰形目長鬚鯰科低眼鯰屬的其中一種，分布於南美洲巴拉那河流域，棲息在河川底部，屬肉食性，生活習性不明，可作為食用魚。

## 擴展閱讀
維基物種上的相關：山斑低眼鯰